# Euphorbia tibetica
Euphorbia tibetica — вид рослин із родини молочайних (Euphorbiaceae), зростає у центральній і західно-центральній Азії.

## Опис
Це багаторічна трава 5–15(30) см заввишки з багатьма стеблами, що ростуть із дерев'янистого кореневища. Стебла лежачі або лежаче-висхідні, гладкі й безволосі. Листки чергуються, субсидячі: прилистки відсутні; базальні луско-листки нечисленні; листові пластини дуже мінливі за формою та розміром (зворотно-яйцюваті, зворотно-ланцетоподібні, довгасто-ланцетоподібні, довгасті або лінійні), 1–30 × 1–6 мм, звужені до основи, цілі або нерівномірно або віддалено зубчасті у верхній половині, верхівка гостра тупа усічена чи відхилена. Псевдозонтики містять (2)3 промені. Циатії на коротких ніжках, широко дзвоноподібні. Квітки жовті. Період цвітіння й плодоношення: червень — вересень. Коробочка яйцеподібна, 4–5 × 4.5–5 мм, гладка й безволоса; плодоніжка довга. Насіння довгасто-яйцювате чи яйцювато-кулясте, сіре чи від коричневого до чорно-коричневого, гладке.

## Поширення
Зростає у центральній і західно-центральній Азії: Киргизстан, Пакистан, Таджикистан, Тибет, пн.-зх. Гімалаї Індії, Синьцзян. Населяє піщаний, кам'янистий ґрунт на берегах струмків, у ярах, на зміщених гравійних схилах, осипах та скелястих схилах, росте у дуже сухих місцях у висотній пустелі; на висотах 2500–5000 метрів.